# Александар Атанасијевић (шахиста)
Александар Атанасијевић, српски проблемиста, рођен 1922. године у Младеновцу. Живи у Београду, по занимању је лекар. Саставио је и објавио око 1000 проблема углавном на подручју хетеродоксног шаха. Специјалиста је за таскове у хетеродоксним проблемима.